# Mesophleps acromelas
Mesophleps acromelas är en fjärilsart som beskrevs av Turner 1919. Mesophleps acromelas ingår i släktet Mesophleps och familjen stävmalar. Inga underarter finns listade i Catalogue of Life.